# Station Rumilly
Station Rumilly is een spoorwegstation in de Franse gemeente Rumilly.